# Miranda (Arcos de Valdevez)
Miranda ist eine Gemeinde (Freguesia) im nordportugiesischen Kreis Arcos de Valdevez. In ihr leben 245 Einwohner (Stand 19. April 2021).

## Bauwerke
- Mosteiro de Santa Maria